# كهف سارما
كهف سارما (الجورجية: სარმის მღვიმე)، الواقع في منطقة غاغرا، أبخازيا، جورجيا، وهو ثالث أعمق كهف مسجل في العالم. تم قياس عمقها الحالي (1830 م) في عام 2012 من قبل فريق بقيادة بافيل رودكو.